# مانويل سكاليس
مانويل سكاليس (بالإيطالية: Manuel Scalise)‏ هو لاعب كرة قدم إيطالي في مركز الوسط، ولد في 28 أغسطس 1981 في رو في إيطاليا. لعب مع أولبيا كالسيو 1905 واتحاد بافيا لكرة القدم ونادي أسكولي ونادي ألساندريا ونادي ساليرنيتانا ونادي لوكيزي ونادي مانتوفا.